# Дзусов, Ибрагим Магометович

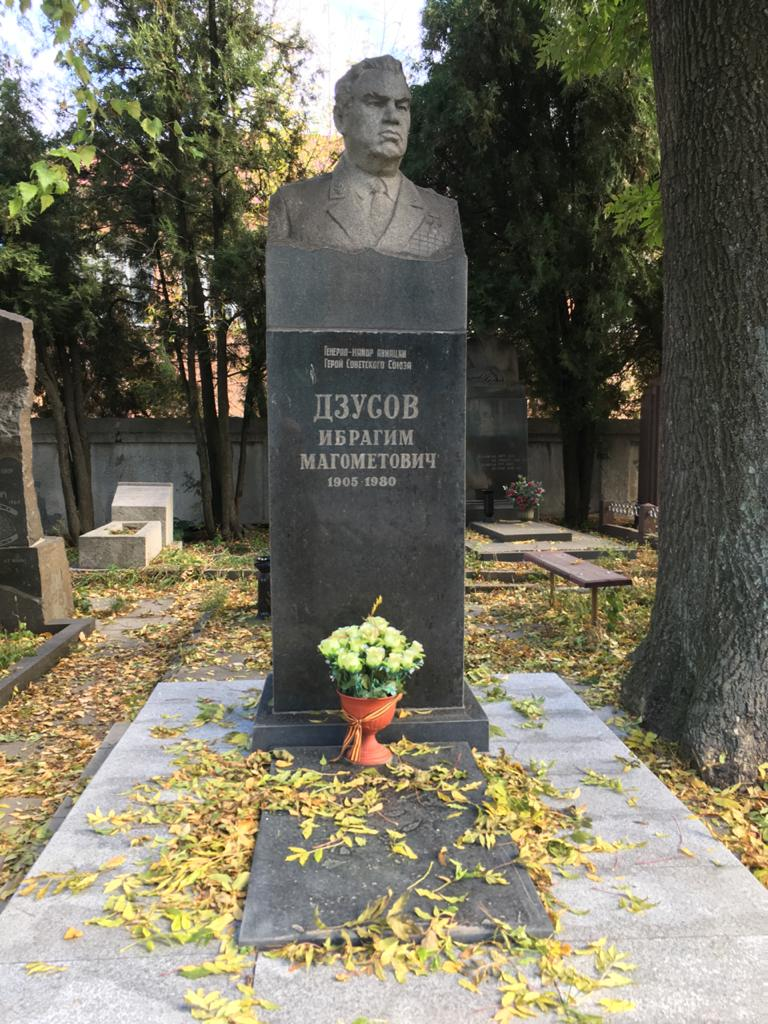
Могила Ибрагима Дзусова в ограде Осетинской церкви. Памятник культурного наследия федерального значения.

Ибрагим Магометович Дзусов (1905—1980) — советский военный лётчик и военачальник, участник Великой Отечественной войны, Герой Советского Союза (29.05.1945). Гвардии Генерал-майор авиации (11.05.1944).

## Молодость
Ибрагим Дзусов родился 3 (по новому стилю — 16) марта 1905 года в селе Заманкул (ныне — Правобережный район Северной Осетии) в мусульманской семье. Семья была бедняцкой, поэтому трудиться пастухом пришлось с малых лет. Окончил неполную среднюю школу.
Участвовал в Гражданской войне в России, будучи с 1919 по 1920 годы бойцом отряда ЧОН на станции Беслан. В 1921 году поступил в Коммунистический университет трудящихся Востока имени И. В. Сталина в Москве, где учился только один год. С 1922 года был секретарём ревкома села Заманкул, с апреля 1923 года — инструктор районного комитета комсомола по работе с молодёжью.

## Довоенная служба
В марте 1924 года Дзусов был призван на службу в Рабоче-крестьянскую Красную Армию. В 1927 году окончил Северо-Кавказскую горских национальностей кавалерийскую школу в Краснодаре. С мая 1927 года служил командиром взвода 30-го Саратовского кавалерийского полка 5-й Ставропольской кавалерийской дивизии имени тов. Блинова (Северо-Кавказский военный округ, полк дислоцировался в Новочеркасске). С октября 1927 года служил в военно-воздушных силах, проходя стажировку лётчика-наблюдателя 13-й авиабригады. В октябре 1928 года его направили учиться на лётчика, и в 1929 году он окончил 3-ю военную школу лётчиков и лётчиков-наблюдателей имени К. Е. Ворошилова в Оренбурге. С октября 1929 по июнь 1932 года служил лётчиком-наблюдателем 31-й авиаэскадрильи 7-й авиабригады ВВС Украинского военного округа.
В 1933 году окончил 2-ю военную школу лётчиков имени Осоавиахима в Борисоглебске. С декабря 1933 года служил в 119-й истребительной авиаэскадрильи 95-й авиационной бригады ВВС Закавказского военного округа: командир звена, штурман эскадрильи, с октября 1936 — флаг-штурман авиабригады. С апреля 1938 года — помощник командира, а с января 1939 — командир 45-го истребительного авиационного полка (Баку). С сентября 1939 по май 1940 года учился в Военно-воздушной академии имени проф. Н. Е. Жуковского, окончил академию уже заочно в 1941 году. Вернулся к командованию тем же полком.

## Великая Отечественная война
В первые месяцы войны продолжал командовать 45-м истребительным авиаполком в Баку. С января 1942 года — на фронтах Великой Отечественной войны, когда полк был передан в ВВС Крымского фронта. После катастрофического поражения войск Крымского фронта под Керчью в мае 1942 года полк перелетел на Таманский полуостров, а оттуда после пополнения 10 июня 1942 года прибыл в Севастополь. Полк вёл боевые действия в последний месяц обороны Севастополя, где его лётчики сбили 25 немецких самолётов. 1 июля 1942 года полк вторично был выведен на Кавказ. Летом 1942 года полк включен в состав 229-й истребительной авиационной дивизии 4-й воздушной армии Закавказского (затем Северо-Кавказского) фронта, участвовал в битве за Кавказ. Весной 1943 года полк принимал участие в воздушном сражении на Кубани и за отличные боевые действия (сбито 36 самолётов противника) в июне 1943 года был преобразован в 100-й гвардейский истребительный авиационный полк.
С мая 1943 года полковник Дзусов — командир 216-й смешанной авиационной дивизии Северо-Кавказского фронта, которая 17 июня 1943 года преобразована в 9-ю гвардейскую истребительную авиационную дивизию. В составе 8-й воздушной армии Южного и 4-го Украинского фронтов дивизия под его командованием успешно действовала в Донбасской, Мелитопольской, Никопольско-Криворожской наступательных операциях, а также надёжно прикрывала с воздуха плацдармы советских войск на Сиваше в северном Крыму.
С мая 1944 года — командир 6-го истребительного авиационного корпуса 16-й воздушной армии 1-го Белорусского фронта. Во главе корпуса прошёл через Белорусскую, Висло-Одерскую, Восточно-Померанскую и Берлинскую наступательные операции. Корпус получил почётное наименование «Барановичский» и был награждён орденом Суворова 2-й степени. К маю 1945 года лётчики его корпуса в воздушных боях сбили 832 самолёта противника. Сам И. М. Дзусов за годы войны совершил 81 боевой вылет, провёл 11 воздушных боёв, сбил 4 самолёта противника лично и 1 сжёг на земле при штурмовке вражеского аэродрома. Сам был сбит один раз в воздушном бою, приземлился на парашюте.
Указом Президиума Верховного Совета СССР от 29 мая 1945 года за «образцовое выполнение боевых заданий командования в боях с немецкими захватчиками и проявленные при этом отвагу и геройство» гвардии генерал-майор авиации Ибрагим Дзусов был удостоен звания Героя Советского Союза с вручением ордена Ленина и медали «Золотая Звезда» за номером 4917.

## Послевоенная служба
После окончания войны Дзусов продолжил службу в Советской Армии, до февраля 1946 года командовал тем же корпусом. В 1948 году он окончил Высшую военную академию имени К. Е. Ворошилова. С февраля 1946 года — помощник командующего по строевой части 16-й воздушной армии в Группе советских войск в Германии, с июня 1949 года служил на такой же должности в 57-й воздушной армии Прикарпатского военного округа. С октября 1951 года — начальник Красноярского управления Гражданского воздушного флота. В мае 1955 года генерал-майор авиации И. М. Дзусов уволен в запас.
Проживал в городе Орджоникидзе (ныне — Владикавказ), находился на административной и хозяйственной работе. В 1965 году вышел на пенсию, занимался общественной деятельностью. Умер 28 октября 1980 года, похоронен в пантеоне Осетинской церкви во Владикавказе.

## Награды
- Герой Советского Союза (29.05.1945)
- три ордена Ленина (30.10.1942, 29.05.1945, 20.06.1949)
- три ордена Красного Знамени (5.04.1943, 30.03.1944, 3.11.1944)
- два ордена Суворова 2-й степени (17.09.1943, 23.07.1944)
- медали СССР
- Орден «Крест Грюнвальда» (Польша)[2].

## Память
- В честь Дзусова названы улицы во Владикавказе и Заманкуле[2].
- Именем И. М. Дзусова названа средняя школа № 46 в Владикавказе.

## Мемуары
- Дзусов И. М. В семье отважных. — Орджоникидзе, 1960.
- Дзусов И. М. Мой позывной — «Тигр». — Владикавказ, 2004.